# Lucas Lyons
Pour les articles homonymes, voir Lyons.
Pas d'image ? Cliquez ici

a Compétitions nationales et continentales officielles uniquement.

Dernière mise à jour le 1er avril 2020.
Lucas Lyons, né le 9 avril 1993 à Marseille (Bouches-du-Rhône), est un joueur français de rugby à XV. Il évolue au poste de troisième ligne aile ou de troisième ligne centre à l'US bressane.

## Biographie
Né à Marseille, Lucas Lyons arrive au CA Brive en cadets première année, il démontre rapidement ses qualités jusqu'à devenir capitaine des espoirs.
En 2011, il est champion de France crabos avec le CA Brive.
En 2014, il signe une prolongation de contrat d'une saison avec le CA Brive,,,.
En 2015, il s'engage avec Limoges rugby.
En 2018, il rejoint l'US bressane,.
Lucas Lyons peut aussi bien jouer troisième ligne aile que troisième ligne centre.
En 2021 on peut l'apercevoir dans le film Le Sens de la Famille de Jean-Patrick Benes.